# Лагерът Лейкботъм
„Лагерът Лейкботъм“ (на английски: Camp Lakebottom) е канадски анимационен сериал, продуциран от 9 Story Media Group, който е излъчен премиерно по Teletoon в Канада на 4 юли 2013 г. и по Disney XD в САЩ на 13 юли 2013 г., докато втори и трети сезон не са излъчени в Съединените щати в бъдещите години. Сериалът също е излъчен по международните канали на Дисни Ченъл (включително Португалия, където вместо това е излъчен по Biggs и RTP2, и Югоизточна Азия), както и ABC в Австралия.

## В България
В България сериалът започва излъчване през 2014 г. по локалната версия на Дисни Ченъл. Дублажът е нахсинхронен в дублажно студио „Александра Аудио“. Екипът се състои от:
| Изпълнителен продуцент | Васил Новаков                                                                                 |
| Преводач               | Силвия Вълкова                                                                                |
| Озвучаващи артисти     | Мими Йорданова Светлана Смолева Христо Димитров Петър Калчев Петър Върбанов Константин Лунгов |
| Тонрежисьор            | Мартин Станев                                                                                 |
| Режисьор на дублажа    | Петър Бонев                                                                                   |
| Музикален режисьор     | Красиана Димитрова                                                                            |